# Laia Ballesté
Laia Ballesté Sciora (* 22. Februar 1999 in L’Ampolla) ist eine spanisch-schweizerische Fussballspielerin, die als Verteidigerin beim spanischen Erstligisten RCD Espanyol unter Vertrag steht.

## Leben
Obwohl Ballesté in Spanien geboren und aufgewachsen ist, besitzt sie durch ihre Mutter, die aus Neuenburg NE stammt, auch die Schweizer Staatsbürgerschaft.

### Verein
Ballesté begann 2014 ihre Karriere im Jugendverein von Tortosa-Ebre, bevor sie 2016 zur Joventut Almassora wechselte. Im Jahr 2017 schloss sie sich der B-Mannschaft des FC Valencia an.
Zur Saison 2019/20 unterschrieb sie beim Deportivo Alavés. 2020 wechselte sie zu EDF Logroño. Nach einer Saison wechselte sie zu Rayo Vallecano. Zur Saison 2022/23 schloss sich Ballesté Sporting de Huelva an. Im Sommer 2024 wechselte sie zu RCD Espanyol.

### Nationalmannschaft
Im Jahr 2025 wurde Ballesté erstmals von Nationaltrainerin Pia Sundhage in die Schweizer Frauen-Nationalmannschaft berufen. Ihr Debüt gab sie am 5. April 2025 im UEFA Nations League-Spiel gegen Island, das 3:3 endete. Aufgrund des verletzungsbedingten Ausfalls von Luana Bühler wurde sie für die Europameisterschaft 2025 nachnominiert, kam jedoch zu keinem Einsatz. Die Schweiz erreichte den Viertelfinal.